# Easton (Illinois)
Easton è un villaggio degli Stati Uniti d'America, situato nello Stato dell'Illinois, nella contea di Mason.